# Дружное (Зеленоградский район)
Дружное — посёлок в Зеленоградском районе Калининградской области. Входит в состав Переславского сельского поселения.

## Население
| 2002 | 2010 |
| ---- | ---- |
| 155  | ↘138 |

## История
Первое упоминание населённого пункта Медникен относится к 1405 году.
В 1946 году Медникен был переименован в Дружное.